# Matouš z Edessy
Matouš z Edessy († 1144?) byl středověký arménský kronikář, který zaznamenal historii první křížové výpravy a jeruzalémského království. Nebyl přátelsky nakloněn Frankům, jeho dílo je cenným zdrojem informací o tehdejším dění z pohledu původních obyvatel.